# 全日本クロスカントリー選手権
全日本クロスカントリー選手権（ぜんにほんクロスカントリーせんしゅけん）は、モーターサイクルによるモータースポーツ。JNCC (Japan National Cross-Country) が主催する。

## 歴史
前身は MCクロスカントリーを発展させるために「それまで国内でバラバラだった競技規則の統一を呼びかけAAクラスを頂点としたクラス分けの必要性をメッセージとして大会のネーミングに込めた「ハリケーンエンデューロAAGP」であり、そのポリシーを継承した JNCCは2006年の設立から成長し続け、ここ数年はアジア最大のオフロードバイク選手権として平均エントリーが400台を超える、日本を代表するシリーズになった。
また 1984年に設立の「ハリケーンエンデューロ」以来35年、ほぼ 毎年世界から有名なトップライダーを招聘し現在に至るまで継続していることがJNCC特有の性格であり、日本人XCライダーは彼らの背中を追い世界を知り、そして速くなっていったと言って過言ではない。
ハリケーンエンデューロのネーミングは、その当時世界で最も有名だったアメリカのMXライダー Bob Hannah（ハリケーンハナ）をゲスト招聘したことに由来したもので、ハナの初めての日本レース出場となった。

## 現在のクラス
- キッズ & トライ（70分）
- FUN-GP（100分）
- COMP-GP（３時間）

## 歴代チャンピオン
- 2006：澤木 千敏
- 2007：石井 正美
- 2008：小池田 猛
- 2009：小池田 猛
- 2010：小池田 猛
- 2011：鈴木 健二
- 2012：鈴木 健二
- 2013：鈴木 健二
- 2014：渡辺 学
- 2015：渡辺 学
- 2016：小池田 猛
- 2017：小池田 猛
- 2018：渡辺 学
- 2019：渡辺 学
- 2020: